# Офіційні візити Президента Петра Порошенка 2018
Список офіційних закордонних візитів та робочих поїздок в межах України, зроблених 5-м Президентом України Петром Порошенком у 2018 році.

## 2018 рік
Список не включає поїздки, зроблені в межах міста Києва, де безпосередньо розташована резиденція Президента та його адміністрація, а також в аеропорт «Бориспіль», що знаходиться в Київській області.
Жовтим в списку окремо виділені закордонні візити.

### Січень
| Дата                | Країна чи область України | Місце | Деталі |
| ------------------- | ------------------------- | ----- | --- |
| 24 січня — 26 січня | Швейцарія                 | Давос | Глава держави взяв участь у 48-му щорічному засіданні Всесвітнього економічного форуму в Давосі. Президент України Петро Порошенко окремо зустрівся з: Прем'єр-міністром Ізраїлю Беньяміном Нетаньягу, Віце-президентом Європейської Комісії Марошем Шефчовічем, Директором-розпорядником МВФ Крістін Лагард, Президентом Швейцарії Аленом Берсе, Прем'єр-міністром Нідерландів Марком Рютте, Президентом групи Світового банку Джим Йонг Кімом, Прем'єр-міністром Хорватії Андреєм Пленковичем, Державним секретарем США Рексом Тіллерсоном. |

### Лютий
| Дата                  | Країна чи область України | Місце   | Деталі |
| --------------------- | ------------------------- | ------- | --- |
| 8 лютого              | Австрія                   | Відень  | Президент України провів зустрічі з Федеральним Президентом Австрійської Республіки Александером Ван дер Белленом, Федеральним канцлером Австрійської Республіки Себастіаном Курцем, Головою Національної Ради Республіки Австрія Вольфгангом Соботкою. |
| 16 лютого             | Литва                     | Вільнюс | Глава держави взяв участь в урочистих заходах з нагоди відзначення 100-річчя відновлення Литовської Держави. |
| 16 лютого — 17 лютого | Німеччина                 | Мюнхен  | Президент України виступив на 54-й Мюнхенській безпековій конференції. Петро Порошенко провів зустрічі з Генеральним секретарем ООН Антоніу Гутеррішем, Міністром оборони США Джеймсом Меттісом, Президентом Європейської Комісії Жаном-Клодом Юнкером, Прем'єр-міністром Великої Британії Терезою Мей, делегацією Конгресу США, Генеральним секретарем НАТО Єнсом Столтенбергом, Прем'єр-міністром Польщі Матеушем Моравецьким. |